# Theodor von Geib
Theodor Geib, ab 1899 Ritter von Geib (* 30. März 1842 in Annweiler; † September 1908) war ein deutscher Verwaltungsjurist.

## Leben
Geib war ein Sohn des Pfarrers Johann Conrad Geib und seiner Frau Eleonora Juliana, geb. Herche. Er besuchte das Lyzeum in Mannheim und das Gymnasium in  Speyer und studierte von 1860 bis 1862 Rechtswissenschaften an der Universität Heidelberg. Nach bestandenem Staatskonkurs (1867) war er beim Bezirksamt Germersheim und bei den Bezirksgerichten Zweibrücken und Landau beschäftigt. Anschließend war er funktionierender Bezirksamtsassessor in Pirmasens, Germersheim und Speyer sowie Ratsakzessist bei der Regierung der Pfalz, Kammer des Innern. 1871 wurde er Bezirksamtsassessor in Neustadt an der Haardt, 1880 Regierungsassessor bei der Regierung von Oberfranken, Kammer des Innern und Kommissär der Stadt Bayreuth. 1884 wurde er zum Bezirksamtmann in Frankenthal ernannt. 1887 wechselte er als Regierungsrat zur Regierung der Pfalz, Kammer des Innern, 1890 ins Innenministerium nach München. Dort wurde er 1891 zum Oberregierungsrat, 1895 zum Ministerialrat und Vorstand der Statistischen Zentralkommission befördert. Von Oktober 1902 bis Oktober 1904 war er Staatsrat im ordentlichen Dienst und Ministerialdirektor im Innenministerium. 1904 trat er in den Ruhestand.